# آخوند
آخوند، كلمة فارسية تطلق على رجال الدين عامة. في إيران وبعض الدول المجاورة مثل أفغانستان وآذربيجان. وكانت في البداية تستخدم للعلماء الكبار والأفاضل احتراماً لهم. أطلقت هذه التسمية على عدة شخصيات مثل صدر الدين الشيرازي، والفقيه الشيعي محمد كاظم الخراساني.

## جذور الكلمة
كلمة فارسية تعني بصورة عامة عالم الدين والمعلم، وهناك آراء مختلفة حول اشتقاق هذه الكلمة، ندرجها فيما يلي:
رأي باول هورن: يعتقد هورون في «أصول الاشتقاقات» أن هذه الكلمة مركبة من البادئة «آ» و «خواند» (من مصدر خواندن) [القراءة].
رأي ردلف: فقد اعتبر «خوند» في هذه الكلمة مخفف «خداوند» مثل «خاوند» ومقطع «خوند» في اسمي مير خوند وخوند مير (ظ: ايرنيكا).
رأي محمد القزويني: ذكر القزويني أن الجزء الأول من الكلمة هو مخفف «آقا».
دهخدا: يعتبر دهخدا أن الجزء الأول منها مخفف «آغا» و«خوند» مخفف «خداوندگار».
الباحث التركي زكي وليدي طوغان: فقد كتب طوغان في مقالة له في اسلام انسيكلوپديسي أن «آخوند» محرفة من آرخون أو آرگون اليونانية والتي كانت سمة
رجال الدين المسيحيين ورؤساء الكنيسة النسطورية وشائعة في البلاد الآسيوية.
ومن الصعب الحكم الجازم على أصل هذه الكلمة لأن الاشتقاقات المذكورة برمتها لا تخلو من مشكلات تاريخية ولغوية لذلك لم يتفق حتي الآن علي أصل هذه
الكلمة وجذورها. وقد وردت هذه الكلمة في أغلب اللهجات التركية بمعنى العالم ورجل الدين والمعلم وفي الأويغورية
الجديدة تأتي على شكل آخنيم وهي سمة تطلق علي الآشخاص حين مخاطبتهم بأدب ويقابلها في أوساط المسلمين الصينيين لفظة
آهونگ بمعنى إمام المسجد.

## تاريخ استعمالها والتغير الدلالي

### استخدامها لأول مرة
وأطلقت كلمة «آخوند» في إيران لأول مرة منذ العهد التيموري على رجال الدين الأفاضل أداءً للاحترام حيث نجد أن الأمير علي شير نوايي كان ينادي أستاذه مولانا فصيح الدين النظامي (تـ 919/1513) بالآخوند لعلمه الغزير في علوم المعقول والمنقول والرياضيات (خواندمير، 4/352- 353).

### في العهد الصفوي
يبدو أن شأن هذه الكلمة لم يتضاءل خلال العهد الصفوي، ولم تكن تطلق إلا علي العلماء حقا. وقد لقب في هذا العهد عدد من الشخصيات البارزة في الفلسفة بلقب آخوند، ومن بينهم الملا صدرا (تـ 1050/1640) والملا نصر الله الهمداني (تـ 1042/1632).

### العهد القاجاري
وقد اتسع مجال اطلاق هذه الكلمة واستعمالها في العهد القاجاري وشملت المعلمين في الكتاتيب. وعلى كل حال فان هذه الكلمة كان لها مقام سام بين الفضلاء والعلماء في تلك الأيام حيث كان الملا كاظم الخراساني (تـ 1329/1911) وهو أشهر الفقهاء والمدرسين في أواخر العهد القاجاري يلقب بالآخوند. ويبدو أن كلمة آخوند لم تكن تطلق في تلك الفترة علي عامة علماء وفضلاء العلوم الدينية.

### العهد البهلوي
أما في العهد البهلوي فقد اتسع مجال استعمال هذه الكلمة إلى أن أدى إلى الحط من دلالتها، فغير ذلك المعنى الدلالي للكلمة حتى أصبحت منذ ذلك اليوم إلى الآن تطلق على العالم الديني بصورة عامة.